# Chlorocytus arkansensis
Chlorocytus arkansensis är en stekelart som först beskrevs av Girault 1917.  Chlorocytus arkansensis ingår i släktet Chlorocytus och familjen puppglanssteklar. Inga underarter finns listade i Catalogue of Life.